# Nameless Festival
Il Nameless Festival è un festival di musica elettronica che si svolge a Annone di Brianza, in provincia di Lecco.
Inizialmente stabilito a Lecco (Bione) per i primi 2 anni, si è successivamente spostato in Valsassina, a Barzio, in provincia di Lecco, fino al 2019.
Organizzato nelle prime settimane di giugno, nel corso delle sue 7 edizioni ha ospitato Armin Van Buuren, Vini Vici, Afrojack, Axwell Λ Ingrosso, Steve Angello, Oliver Heldens, Benny Benassi, Alesso, Don Diablo e Steve Aoki. Attualmente è organizzato in 3 stage: Lake Tent (mainstage), Molinari Igloo e Radio 105 Mountain Stage, all'interno del quale si esibiscono anche artisti non appartenenti alla scena della musica elettronica, come Sfera Ebbasta, Marracash, Ghali, Ernia, Rkomi, Carl Brave, Dark Polo Gang, Lazza e Gué Pequeno.
Ha raggiunto nel 2016 un'affluenza di 30.000 persone, distribuita sui 3 giorni, che è salita a 50.000 persone per l'edizione del 2019.
La radio partner del festival è Radio 105.

## Edizioni

### Edizione 2013
Prima edizione del festival, si è tenuta a Lecco l'8 e 9 giugno 2013, organizzata su un singolo stage. Tra gli artisti che si sono esibiti Nari & Milani, Sandro Silva e Steve Aoki. Nonostante le condizioni climatiche avverse durante il festival, si è registrata un'affluenza di circa 6.000 persone.

### Edizione 2014
L'edizione del 2014 del festival si è svolta in 3 giorni, dal 31 maggio al 2 giugno 2014. Tra gli artisti Nervo, DVBBS e R3hab. Le presenze ammontano a quasi 10.000.

### Edizione 2015
Per l'edizione 2015 il festival si trasferisce a Barzio, in Valsassina, per via della crescente affluenza, ed è durato dal 30 maggio al 1º giugno 2015. Ha ospitato tra gli altri Benny Benassi, Oliver Heldens, Blasterjaxx, VINAI, e Tujamo registrando circa 17.000 presenze.

### Edizione 2016
Nell'edizione 2016 per la prima volta compare un secondo stage all'interno del festival, l'Hip-Hop stage, nel quale si sono esibite star dell'Hip-Hop come Ghali, Sfera Ebbasta, Salmo, Ensi e Shade. Nel mainstage compaiono invece Alesso, Nicky Romero, e Fedde Le Grand. Si è svolta dal 2 al 4 giugno 2016 e ha registrato una continua crescita dell'affluenza, arrivando circa a 30.000 persone.

### Edizione 2017
In questa edizione, svoltasi dal 2 al 4 giugno 2017, viene aggiunto un terzo stage, il cosiddetto Jager Chalet, sponsorizzato da Jägermeister, in aggiunta al mainstage e al secondo stage che muta nome in Arc Stage. Tra gli artisti figurano Chemical Brothers, Afrojack, Axwell Λ Ingrosso, Zedd, Tchami, Ghali e Gemitaiz.

### Edizione 2018
Tenutasi dal 1º giugno al 3 giugno 2018 e presentata per la prima volta durante l'Amsterdam Dance Event, i due stage secondari cambiano nome in Radio 105 Stage e Molinari Igloo, nei quali hanno performato rispettivamente artisti della scena Trap e Techno. Nella lineup compaiono Armin van Buuren, Vini Vici, Axwell Λ Ingrosso, Steve Angello, Gigi D'Agostino, Don Diablo, Merk & Kremont, Sfera Ebbasta, Gué e Fabri Fibra. In questa edizione si è registrata un'affluenza di oltre 40.000 persone.

### Edizione 2019
Svoltasi dal 7 al 9 giugno 2019. L'area del festival si amplia notevolmente, il mainstage cambia nome in Lake Tent e compaiono le prime due attrazioni, una ruota panoramica e un'altalena rialzata sponsorizzata da Red Bull; inoltre Nameless diventa il primo grande festival italiano a bandire la plastica al suo interno e sostituirla con materiali biodegradabili. Questa edizione punta in particolar modo sulla musica Rap e Trap, dando spazio anche all'Indie, con il Radio 105 Mountain Stage ampliato e totalmente rivoluzionato, ospitando artisti del calibro di Achille Lauro, Carl Brave, Capo Plaza, Dark Polo Gang, Rkomi, Lazza, Ex-Otago e Luchè. Anche il Molinari Igloo si espande e accoglie artisti come Digitalism, Zdar dei Cassius, Seconcity e Sandy Rivera, mentre nel Lake Tent appaiono Alesso, Steve Aoki e Don Diablo. L'edizione 2019 registra oltre 50.000 presenze.

### Edizione 2020
L'ottava edizione di Nameless si sarebbe dovuta svolgere in 4 giorni anziché 3 in una nuova location: Annone di Brianza. Inizialmente prevista dal 30 maggio al 2 giugno 2020, è stata rinviata al 27, 28, 29 e 30 agosto 2020 causa Coronavirus e infine definitivamente cancellata.

### Edizione 2021
Inizialmente prevista dal 29 maggio al 1 giugno 2021, è stata rinviata al 9, 10, 11 e 12 settembre 2021 causa Coronavirus e infine definitivamente cancellata.

### Edizione 2022
L'edizione 2022 di Nameless si è tenuta dal 2 al 5 giugno segnando anche il record di presenze per il festival all'esordio nella nuova location brianzola: 80.000 persone in 4 giorni. Il format in 4 giorni tuttavia non verrà mantenuto e dalla successiva edizione si è tornati a 3, così com'era già da prima, nel quinquennio in Valsassina.

### Edizione 2023
Dall'edizione 2023 l'evento cambia nome, passando da Nameless Music Festival a Nameless Festival, a sottolineare il fatto che il focus dell'evento non è più solo ed esclusivamente la musica, ma l'experience da un punto di vista più a 360°, globale. Al centro, nelle intenzioni del team organizzativo, ci saranno il pubblico e «un’esperienza da vivere insieme in modo intenso, diverso e spettacolare, un ampliamento orizzontale della proposta con novità, atmosfere, realtà e momenti unici». L'edizione 2023 si è svolta dal 2 al 4 giugno e ha visto coinvolti, tra gli altri, Benny Benassi, Chris Lake, Hardwell, Il Pagante, Lost Frequencies, Mara Sattei, Ofenbach, Rosa Chemical, Salmo, Shake e Skrillex, oltre ad Albertino ed alcuni conduttori di Radio m2o, mentre il 1º giugno si è tenuto uno spettacolo gratuito riservato ai residenti nei comuni di Annone di Brianza, Bosisio Parini, Castello di Brianza, Cesana Brianza, Colle Brianza, Costa Masnaga, Dolzago, Ello, Garbagnate Monastero, Molteno, Nibionno, Oggiono, Rogeno, Sirone e Suello legato al Deejay Time.

### Edizione 2024
L'edizione 2024 di Nameless si è tenuta dal 14 al 16 giugno.
Gli artisti coinvolti del mondo EDM, tra gli altri, sono stati Alesso, Benny Benassi, EDMmaro, Justice, Chase & Status, Claptone, deadmau5 (e il suo alias Testpilot), Eiffel 65, Eptic, Hol!, Kungs, Steve Angello, Subtronics, Wooli, DJ Snake, Hardwell e Merk & Kremont.
Al di fuori dell'ambiente EDM erano presenti Angelina Mango, Greg Willen, Il Pagante, Il Tre, Silent Bob & Sick Budd, Vale Pain, Bello Figo, Boro, Diss Gacha, Nello Taver, Pino d'Angiò, Anna, Annalisa, Artie 5ive, Kid Yugi, Nerissima Serpe, Papa V, Niky Savage, Tony Effe e Yung Snapp.

### Edizione 2025
L'edizione 2025 del Nameless si è svolta dal 31 maggio al 2 giugno, è stata l'ultima edizione a svolgersi nei comuni di Annone di Brianza, Molteno e Bosisio Parini.
L'evento ha visto esibirsi più di 100 artisti, provenienti dal panorama musicale italiano e internazionale, tra i quali Armin van Buuren, Martin Garrix e The Chainsmokers.